# Benny Nielsen (pływak)
Benny Leo Nielsen (ur. 26 marca 1966 w Aalborgu) – duński pływak. Srebrny medalista olimpijski z Seulu.
Zawody w 1988 były jego jedynymi igrzyskami olimpijskimi. Specjalizował się w stylu motylkowym i w Seulu zajął drugie miejsce na dystansie 200 metrów - wyprzedził go Niemiec Michael Groß. Na tym samym dystansie był brązowym medalistą mistrzostw świata w 1986. W 1985 był srebrnym medalistą mistrzostw Europy (200 m motylkiem), a w 1987 srebrnym (200 m motylkiem) i brązowym (100 m motylkiem) medalistą europejskiego czempionatu.